# 小林はくどう
小林 はくどう（こばやし はくどう　1944年〈昭和19年〉 - ）は、日本の映像作家、造形作家。市民ビデオへの尽力でも知られる。成安造形大学名誉教授。

## 主な経歴
1944年、宮城県仙台市に生まれる。本名、小林博道（ひろみち）。
多摩美術大学絵画学科油画専攻卒業後、造形作家として活動を始める。機械じかけで動く彫刻「はくどうマシン」を日本現代美術展（1969）、1970年大阪万博などで発表。万博でお祭り広場の演出を手がけたことから映像に興味を持つ。
1972年からビデオ制作を開始。山口勝弘、中谷芙二子、かわなかのぶひろ、松本俊夫、萩原朔美らと共に「ビデオひろば」結成に参加、「鷲づかみの映像」などビデオプロジェクトを行う。
「ビデオひろば」が行った横浜野毛再開発リサーチ（1973）がきっかけで、ビデオを使った社会との関わりに興味を持ち、日本最初のビデオコミュニティを東京都国立市で制度化（1978）する。「ビデオひろば」活動は2016年森美術館で展示された。
1980年、筑波大学芸術学系専任講師として同大学共同研究「北北海道調査研究」に参加。
1992年から1994年まで成安女子短期大学造形学科教授、1994年から2010年まで成安造形大学造形学部教授として映像教育に携わる。
ニューヨーク近代美術館、ポールゲッティ芸術センター、登米アートトリエンナーレ、2018VIDEOGUD（ストックホルム）など国内外でのビデオアートの発表も多い。中国、韓国との作家交流展やJAALA(日本・アジア・ラテンアメリカ／・アフリカ)美術家会議のメンバーとしても活動。

## 市民ビデオへの関わり
東京ビデオフェスティバル（日本ビクター主催）の企画、運営、審査委員を担当（1978～2009）。その後、運営をNPO法人「市民がつくるＴＶＦ（東京ビデオフェスティバル）」として引き継ぎ、代表理事を務める（2009～）。
ＮＨＫテレビ番組『あなたも映像作家』講師（1996）。とよたビデオコンテスト（2010～）、全国ビデオ映像コンテスト（2015～）の審査委員長など、多くのコンテストの審査委員。多数自治体の映像講座講師。市民ビデオ研究会主催（2016～）。他に書籍等、様々な形で市民ビデオの発展に尽力している。2018年からは市民ビデオの専門誌『ビデオゲルニカ』発行人となる。

## 主な発表歴
1967・関根伸夫と2人展（椿近代画廊）
1968・「日本かまいたち展」（横浜市民ギャラリー）プロデュース　
1968・動く彫刻「はくどうマシーン」で「ウオカー画廊コンペ第１席受賞　個展　
1969・第9 回日本現代美術館コンクール賞受賞
1970・大阪万博の三井館、万博美術館に展示　　　
　　・「現代美術の動向展」（京都近代美術館）　　　
　　・「今日の作家展」（横浜市民ギャラリー）に出品
1971・E.A.T に参画。「ユートピア Q＆A 1981」（ ストックホルム近代美術館）
1972・「ビデオ・コミュニケーション/Do it Yourself kit」銀座・ソニー）
1974・「 トーキョー・ニューヨーク・ビデオ・エキスプレス」展（天井桟敷）     
　　・「東京ビエンナーレ(日本国際美術展)」（東京都美術館）
　　・「国際コンピューターアート展」（ソニービル）
1975・寺山修司の誘いで『市街劇ノック』（阿佐ヶ谷）
1976・アルゼンチンのCYCC によるプロデュース『エンカウンターオンビデオ』に参加。ベネゼエラ、メキシコ、スペイン（ミロ美術館）等海外美術館       で巡回上映
1977・「 現代美術の鳥瞰図」展（京都国立近代美術館）
1978・『国際ビデオアート展』（草月会館）
1978～1992・国立市でコミュニティビデオを提唱、制作を担当
1979・『 Video from Tokyo to Kyoto,Fukui』(ニューヨーク近代美術館 )
1981・「ジャパンビデオフェスティバル」（パリ・フナック）      ・「今日の日本美術展」　（宮城県美術館）
1982・シドニービエンナーレ（オーストライリア）
1988・ビデオナーレ（ドイツ・ボン）　
1990・花と緑の博覧会　三菱未来館　サブホール映像（大阪）
　　・映像個展「はくどうのビデオジャングル」（キリンプラザ大阪）
1996～1997・「戦後日本の前衛美術展」（横浜市美術館、グッゲンハイム・ソフォー美術館）
2005・「アート＆テクノロジーの過去と未来展」（東京ICC）
2007・「Radical Communication Japanese Video Art 1968-1988」（ポールゲッティ美術館ロサ
　ンゼルス）
2010・幾何学アートの祭典「登米アートトリエンナーレ2010」（宮城県登米市）
2012・「アジアコスモポリタン交流展」（韓国水原市）
　　  ・「 釜山国際環境芸術祭」（韓国釜山市）
2014・「小林はくどう展」（調布画廊）
2015・「AQUA WORKS　ヴィデオパフォーマンス　映像個展」（東京・喫茶茶会記）
2015・「芸術の絆TSA中日交流展」（上海・梧桐美術館）
2017・「小林はくどう展」東京・調布画廊
2017・「和吟東西展」に出品（東京・中国文化センター）
2018・2018VIDEOGUDに出品（スウェーデン・ストックホルム）
2023・ 「ケーススタディはアートだ」（ギャラリイＫ）

## 主なコレクション
- アーヘン市ラドウィッグ美術館（ドイツ）
- ニューヨーク近代美術館（アメリカ）
- 宮城県美術館
- 広島現代美術館
- 愛知県立芸術センター
- ポール・ゲッティ芸術センター（アメリカ）
- 横浜美術館
- 徳島県美術館

## 受賞歴
1968年9月　ウオカー画廊コンペ第一席受賞
1969年5月　第9回日本現代美術展コンクール賞受賞
1986年11月　東京ビデオフェスティバル功労者顕彰
1991年6月　SAVA企業映像祭「SAVA会長賞」受賞
1998年３月　東京ビデオフェスティバル功労者顕彰
2010年11月　 情報文化学会片方善治賞受賞

## 主な著作
- 『ビデオ便利帳』４　共著1976　伸樹社刊
- 『ザ・スーパービデオ』監修　共著　1976　主婦の友社刊
- 『PLAY THE VIDEO』監修　共著　小林はくどう、新しいビデオライフを考える会　（株）日本ビクター刊
- 『ビデオ便利帖』７　共著　1980　（株）伸樹社　協同執筆者：ナムジュンパイク、松本俊夫、山口勝弘
- [シリーズ・『TV番組を作ろう』全集（全５巻）]　共著　1984　リブリオ出版刊　協同執筆者：川村尚敬
- 『はくどうのビデオジャングル』共著1990　伸樹社刊　共同執筆者：山口勝弘、羽仁進、大林宣彦、中谷芙二子、　斉藤義重、三沢憲司他。
- 『あなたも映像作家』共著　1996　NHK出版　監修：小林はくどう　協同執筆者：大林宣彦
- 『市民ビデオ宣言』監修　共著　1996　玄光社刊　協同執筆者：羽仁進、大林宣彦他。
- 『ビデオde楽々スタジオ』ソフトシナリオ、　別冊マニュアル　単著　2001　AIソフト刊
- 『霧の抵抗　中谷芙二子展』寄稿　2019　フィルムアート社　寄稿者　磯崎新、岡崎乾二郎、かわなかのぶひろ、萩原朔美、藤幡正樹他。